# My Turn
My Turn (prev. Moj potez) je pesma češke pevačice Martine Barte. Predstavljaće Češku Republiku na izboru za Pesmu Evrovizije 2017, a biće predstavljena tokom početka marta.